# إي. تي باركر
إي. تي باركر (بالإنجليزية: E. T. Parker)‏ هو رياضياتي أمريكي، ولد في 1926، وتوفي في 1991.